# چگونه با مادرتان آشنا شدم (فصل ۸)
ساخت هشتمین فصل سریال چگونه با مادرتان آشنا شدم در ۱۱ مارس ۲۰۱۱ به همراه فصل نهم آن تأیید شد. پخش این فصل در ۲۴ سپتامبر ۲۰۱۲ آغاز شد و در ۱۳ مه ۲۰۱۳ به پایان رسید.

## بازیگران

### بازیگران اصلی
- جاش رادنر در نقش تد موزبی
- جیسون سیگل در نقش مارشال اریکسن
- کوبی اسمالدرز در نقش رابین شرباتسکی
- نیل پاتریک هریس در نقش بارنی استینسون
- آلیسون هانیگان در نقش لیلی آلدرین
- باب سگت در نقش تد موزبی آینده (فقط صدا)

### شخصیت‌های دوره‌ای و مهمان
- لیندزی فونسکا در نقش پنی دختر تد
- دیوید هنری در نقش لوک پسر تد
- مایکل توروکو در نقش نیک پوداروتی
- اشلی ویلیامز، در نقش ویکتوریا
- الن دی. ویلیامز در نقش پاتریس
- کریس الیوت در نقش میکی الدرین
- بکی نیوتون در نقش کوئین گاروی
- ابی الیوت در نقش جنت پترسون
- کایل مک‌لاکلن در نقش کاپیتان
- توماس لنون در نقش کلاوس
- جو منگنیلو در نقش برد موریس
- ری وایز در نقش رابین شرباتسکی، پدر
- سوزی پلکسون در نقش جودی اریکسن
- مارشال منش، در نقش رانجیت

## قسمت‌ها
| شم. کلی | شم. در فصل | عنوان                           | کارگردان     | نویسنده                                   | تاریخ انتشار اصلی | کد تولید     | US تعداد بیننده (میلیون) |
| ------- | ---------- | ------------------------------- | ------------ | ----------------------------------------- | ----------------- | ------------ | ------------------------ |
| ۱۶۱     | ۱          | «فرهمپتون»                      | پاملا فرایمن | کارتر بیز و کریگ توماس                    | ۲۴ سپتامبر ۲۰۱۲   | 8ALH01       | 8.84                     |
| ۱۶۲     | ۲          | «پیش عروسی»                     | پاملا فرایمن | کارتر بیز و کریگ توماس                    | ۱ اکتبر ۲۰۱۲      | 8ALH02       | 8.17                     |
| ۱۶۳     | ۳          | «دایه‌ها»                        | پاملا فرایمن | چاک تتهام                                 | ۸ اکتبر ۲۰۱۲      | 8ALH03       | 7.82                     |
| ۱۶۴     | ۴          | «چه کسی می‌خواهد پدرخوانده شود؟» | پاملا فرایمن | مت کوهن                                   | ۱۵ اکتبر ۲۰۱۲     | 8ALH04       | 7.93                     |
| ۱۶۵     | ۵          | «پاییز جدایی‌ها»                 | پاملا فرایمن | کورتنی کنگ                                | ۵ نوامبر ۲۰۱۲     | 8ALH06       | 7.22                     |
| ۱۶۶     | ۶          | «اسپلتس ویل»                    | پاملا فرایمن | استیون لوید                               | ۱۲ نوامبر ۲۰۱۲    | 8ALH05       | 7.95                     |
| ۱۶۷     | ۷          | «ولگرد تمبر»                    | پاملا فرایمن | تمی سگر                                   | ۱۹ نوامبر ۲۰۱۲    | 8ALH07       | 7.45                     |
| ۱۶۸     | ۸          | «دوازده زن شاخدار»              | پاملا فرایمن | اریک فالکونر و کریس رومانو                | ۲۶ نوامبر ۲۰۱۲    | 8ALH08       | 8.73                     |
| ۱۶۹     | ۹          | «خرچنگ خزیدن»                   | پاملا فرایمن | باربارا آدلر                              | ۳ دسامبر ۲۰۱۲     | 8ALH09       | 8.26                     |
| ۱۷۰     | ۱۰         | «اصلاح پیش از حد»               | پاملا فرایمن | کریگ جرارد و متیو زینمن                   | ۱۰ دسامبر ۲۰۱۲    | 8ALH10       | 8.82                     |
| ۱۷۱۱۷۲  | ۱۱۱۲       | «صفحه پایانی»                   | پاملا فرایمن | دن گریگور و دگ مند کارتر بیز و کریگ توماس | ۱۷ دسامبر ۲۰۱۲    | 8ALH118ALH12 | 8.70                     |
| ۱۷۳     | ۱۳         | «گروه یا دی‌جی»                  | پاملا فرایمن | کارتر بیز و کریگ توماس                    | ۱۴ ژانویه ۲۰۱۳    | 8ALH13       | 10.51                    |
| ۱۷۴     | ۱۴         | «زنگ بالا»                      | پاملا فرایمن | جنیفر هندریکس                             | ۲۱ ژانویه ۲۰۱۳    | 8ALH14       | 10.07                    |
| ۱۷۵     | ۱۵         | «پی‌نوشت، دوستت دارم»            | پاملا فرایمن | کارتر بیز و کریگ توماس                    | ۴ فوریه ۲۰۱۳      | 8ALH15       | 10.30                    |
| ۱۷۶     | ۱۶         | «ديوانه بد»                     | پاملا فرایمن | کارتر بیز و کریگ توماس                    | ۱۱ فوریه ۲۰۱۳     | 8ALH16       | 8.98                     |
| ۱۷۷     | ۱۷         | «زیر سیگاری»                    | پاملا فرایمن | کارتر بیز و کریگ توماس                    | ۱۸ فوریه ۲۰۱۳     | 8ALH18       | 8.85                     |
| ۱۷۸     | ۱۸         | «آخر هفته در بارنی»             | پاملا فرایمن | جرج اسلون                                 | ۲۵ فوریه ۲۰۱۳     | 8ALH17       | 8.59                     |
| ۱۷۹     | ۱۹         | «قلعه»                          | مایکل شی     | استیون لوید                               | ۱۸ مارس ۲۰۱۳      | 8ALH20       | 7.44                     |
| ۱۸۰     | ۲۰         | «مسافران زمان»                  | پاملا فرایمن | کارتر بیز و کریگ توماس                    | ۲۵ مارس ۲۰۱۳      | 8ALH19       | 6.99                     |
| ۱۸۱     | ۲۱         | «محور روموارد»                  | پاملا فرایمن | چاک تتهام                                 | ۱۵ آوریل ۲۰۱۳     | 8ALH22       | 6.58                     |
| ۱۸۲     | ۲۲         | «برادر میتسوا»                  | پاملا فرایمن | کریس هریس                                 | ۲۹ آوریل ۲۰۱۳     | 8ALH21       | 7.06                     |
| ۱۸۳     | ۲۳         | «یک چیز قدیمی»                  | پاملا فرایمن | کارتر بیز و کریگ توماس                    | ۶ مه ۲۰۱۳         | 8ALH23       | 6.99                     |
| ۱۸۴     | ۲۴         | «یک چیز جدید»                   | پاملا فرایمن | کارتر بیز و کریگ توماس                    | ۱۳ مه ۲۰۱۳        | 8ALH24       | 8.57                     |

## بازخوردها
فصل هشتم چگونه با مادرتان آشنا شدم به طور کلی با واکنش های متفاوتی روبرو شد. سایت جمع‌آوری نقد راتن تومیتوز گزارش داد که ۵۴ درصد از منتقدان به آن نظر مثبت داده‌اند. اجماع چنین می‌گوید: « چگونه با مادرت آشنا شدم، استقبال خود را در این فصل از بین می‌برد، با ظاهری ضدآفتاب و طنز بی‌نظیر و کم ثمر».
الکساندر لو از We Got This Covered به این فصل نقد منفی داد و گفت: "پس از 8 سال طولانی و ۱۹۲ قسمت از چگونه با مادرتان آشنا شدم، سرانجام خانم تد موزبی آینده مشخص شد. و به طرز وحشتناکی ضد آب و هوا بود." او به کل فصل امتیاز ۵/۱۰ داد. مت روش از تی‌وی گاید نیز نقدی منفی به این فصل داد و نوشت: "برای من سخت است که خمیازه را خفه نکنم. ادامه دهید، نمایش دهید، و لطفاً به پایان دادن به همه چیز در این فصل فکر جدی کنید، در حالی که ممکن است هنوز برای ما مهم باشد."
در حالی که اکثر نظرات متفاوت بود، برخی از آنها مثبت بودند و دونا بومن از The AV Club به‌ این فصل نمره "B" داد.